# Tiger Nunatak
Tiger Nunatak är en nunatak i Antarktis. Den ligger i Östantarktis. Australien gör anspråk på området. Toppen på Tiger Nunatak är 1 600 meter över havet.
Terrängen runt Tiger Nunatak är en högslätt. Trakten är obefolkad. Det finns inga samhällen i närheten.